# Bernd Kroschewski
Bernd Kroschewski (ur. 24 września 1970 w Konstancji) – niemiecki snowboardzista, dwukrotny medalista mistrzostw świata.

## Kariera
Po raz pierwszy na arenie międzynarodowej pojawił się 13 listopada 1994 roku w Kaprun, gdzie w zawodach FIS Race zajął drugie miejsce w slalomie. W Pucharze Świata zadebiutował 24 listopada 1994 roku w Zell am See, gdzie zajął dziewiąte miejsce w slalomie równoległym (PSL). Tym samym już w swoim debiucie wywalczył pierwsze pucharowe punkty. Na podium zawodów pucharowych po raz pierwszy stanął 6 grudnia 1994 roku w Pitztal, wygrywając rywalizację w slalomie. W zawodach tych wyprzedził Mike’a Jacoby’ego z USA i swego rodaka, Rainera Kruga. Łącznie siedem razy stawał na podium zawodów PŚ, odnosząc jeszcze dwa zwycięstwa: 21 stycznia 1995 roku w San Candido wygrał w PSL, a 7 grudnia 1996 roku w Sestriere triumfował w slalomie. Najlepsze wyniki osiągnął w sezonie 1995/1996, kiedy to zajął 17. miejsce w klasyfikacji generalnej.
Jego największym sukcesem jest złoty medal w slalomie wywalczony na mistrzostwach świata w San Candido w 1997 roku. Pokonał tam swego rodaka, Dietera Moherndla i Antona Pogue z USA. Na tych samych mistrzostwach zdobył też brązowy medal w slalomie równoległym, przegrywając tylko z Jacobym i Włochem Elmarem Messnerem. Brał też udział w igrzyskach olimpijskich w Nagano w 1998 roku, ale nie ukończył zawodów.
W 1999 r. zakończył karierę.

## Osiągnięcia

### Igrzyska olimpijskie
| Miejsce | Dzień    | Rok  | Miejscowość | Konkurencja | Zwycięzca       |
| ------- | -------- | ---- | ----------- | ----------- | --------------- |
| DNF     | 8 lutego | 1998 | Nagano      | Gigant      | Ross Rebagliati |

### Mistrzostwa świata
| Miejsce | Dzień       | Rok  | Miejscowość   | Konkurencja       | Zwycięzca           |
| ------- | ----------- | ---- | ------------- | ----------------- | ------------------- |
| 44.     | 27 stycznia | 1996 | Lienz         | Gigant            | Jeff Greenwood      |
| 44.     | 22 stycznia | 1997 | San Candido   | Gigant            | Thomas Prugger      |
| 1.      | 23 stycznia | 1997 | San Candido   | Slalom            | -                   |
| 3.      | 25 stycznia | 1997 | San Candido   | Slalom równoległy | Mike Jacoby         |
| DNF     | 13 stycznia | 1999 | Berchtesgaden | Gigant            | Markus Ebner        |
| 33.     | 14 stycznia | 1999 | Berchtesgaden | Gigant równoległy | Richard Richardsson |
| 24.     | 15 stycznia | 1999 | Berchtesgaden | Slalom równoległy | Nicolas Huet        |

### Puchar Świata

#### Miejsca w klasyfikacji generalnej
- sezon 1994/1995: -
- sezon 1995/1996: 17.
- sezon 1996/1997: 34.
- sezon 1997/1998: 48.
- sezon 1998/1999: 66.

#### Miejsca na podium
1. San Candido – 21 stycznia 1995 (slalom równoległy) - 1. miejsce
2. Pitztal – 6 grudnia 1995 (slalom) - 1. miejsce
3. Yomase – 16 lutego 1996 (gigant) - 3. miejsce
4. Calgary – 24 lutego 1996 (slalom równoległy) - 2. miejsce
5. Sestriere – 6 grudnia 1996 (gigant) - 3. miejsce
6. Sestriere – 7 grudnia 1996 (slalom) - 1. miejsce
7. Zell am See – 20 listopada 1997 (slalom równoległy) - 3. miejsce